# James Basevi
James Basevi (Plymouth, 11 giugno 1890 – Bellflower, 27 marzo 1962) è stato uno scenografo britannico.

## Riconoscimenti
Nel 1944 vinse l'Oscar alla migliore scenografia per il film Bernadette.

## Filmografia
- The Circle, regia di Frank Borzage (1925)
- La torre delle menzogne (The Tower of Lies), regia di Victor Sjöström (1925)
- La grande parata (The Big Parade), regia di King Vidor - ambientazione (1925)
- Bardelys il magnifico (Bardelys the Magnificent), regia di King Vidor (1926)
- La gloriosa avventura (The Real Glory), regia di Henry Hathaway (1939)
- Stormy Weather, regia di Andrew L. Stone (1943)
- Il cielo può attendere (Heaven Can Wait), regia di Ernst Lubitsch (1943)
- Marito a sorpresa (Holy Matrimony), regia di John M. Stahl (1943)
- Nel frattempo, cara (In the Meantime, Darling), regia di Otto Preminger (1944)
- Prigionieri di Satana (The Purple Heart), regia di Lewis Milestone (1944)
- Io ti salverò (Spellbound), regia di Alfred Hitchcock (1945)
- If I'm Lucky, regia di Lewis Seiler (1946)
- La vita è nostra (Claudia and David), regia di Walter Lang (1946)
- La moneta insanguinata (The Brasher Doubloon), regia di John Brahm (1947)
- Solitudine (Night into Morning), regia di Fletcher Markle (1951)
- Il mio uomo (My Man and I), regia di William A. Wellman (1952)